# Sardischer Nationalismus

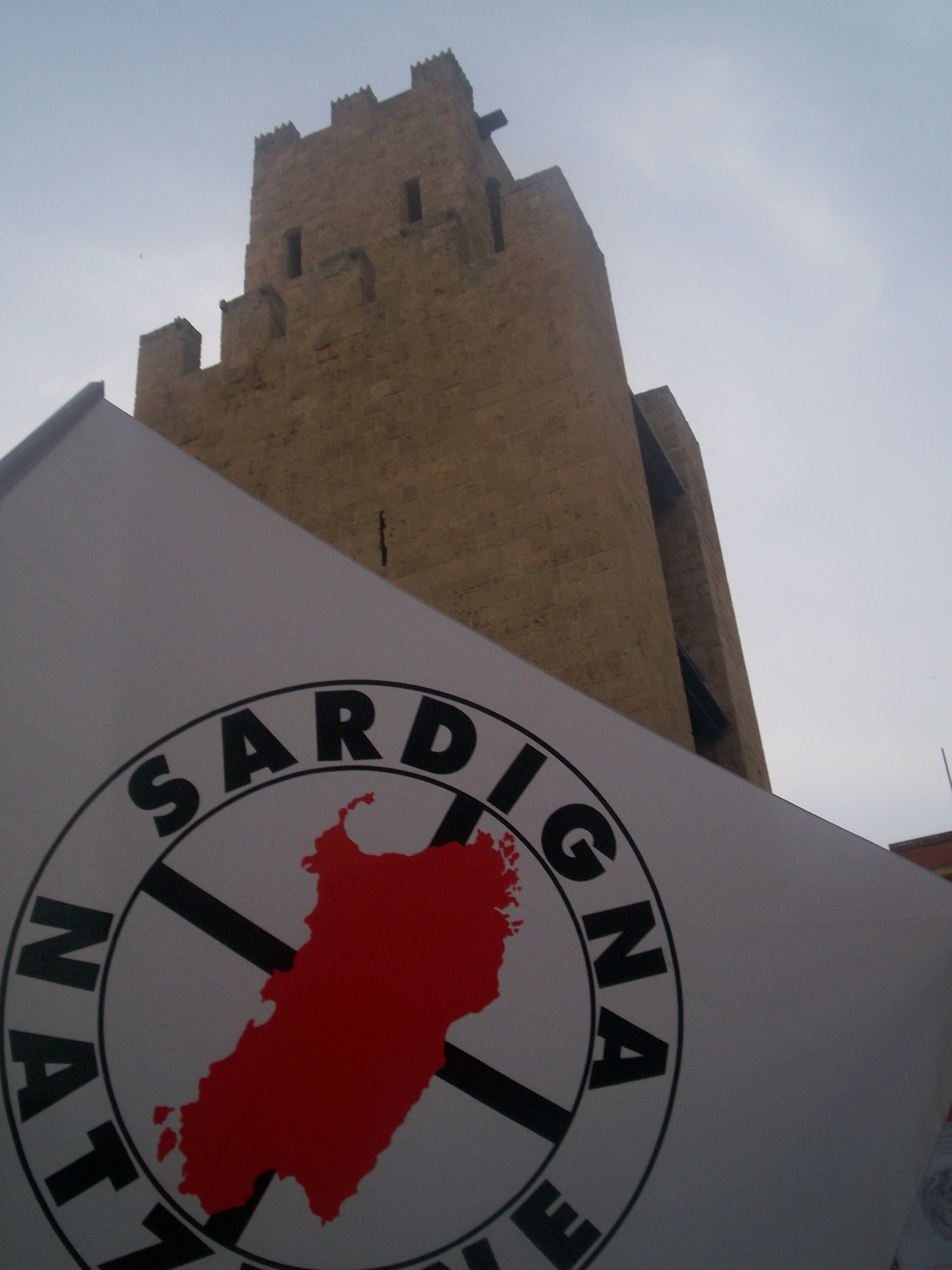
Die Flagge der SNI-Unabhängigkeitsbewegung

Sardischer Nationalismus (natzionalìsmu sardu oder sardìsmu auf Sardisch, nazionalismo sardo oder sardismo auf Italienisch) ist eine politische Ideologie und eine regionalistische politische Bewegung, die eine größere Autonomie oder sogar die Staatliche Unabhängigkeit der italienischen Region Sardinien fordert und sich für die Wiederentdeckung des kulturellen Erbes und aller Sprachen der Insel einsetzt.

## Geschichte
Die Geschichte der Insel Sardinien ist eine lange Geschichte der Fremdherrschaft. 
Nach dem Aussterben der spanischen Habsburger fiel Sardinien nach dem Spanischen Erbfolgekrieg 1714 an die österreichische Linie des Hauses Habsburg, wurde jedoch schon 1720 von Österreich – im Tausch gegen Sizilien – an das Herrscherhaus von Savoyen abgetreten, das 1714 mit dem Besitz von Sizilien einen Königstitel erworben hatte und denselben nunmehr auf den Besitz Sardiniens gründete. Das neu entstandene Königreich Sardinien mit seiner Hauptstadt Turin und seinen Provinzen Savoyen und Piemont hatte seinen geographischen Schwerpunkt jedoch auf dem italienischen Festland.
1794, fünf Jahre nach der Französischen Revolution, gab es einen Aufstand der sardischen Oberschicht, der die Ausweisung piemontesischer Funktionäre aus Sardinien zur Folge hatte. Diesem folgte dann 1796 eine gescheiterte Revolte gegen die feudale sardische Oberschicht. 
Lediglich während der französischen Okkupation des norditalienischen Reichsteils Sardiniens zwischen 1799/1800 und 1814 regierten die sardischen Könige Karl Emanuel IV. (1796–1802) und sein Bruder Viktor Emanuel I. (1802–1821) – ähnlich wie wenig später der aus Neapel vertriebene bourbonische König von Sizilien, Ferdinand IV. – unter dem Schutz der britischen Flotte direkt von ihrer Insel Sardinien aus, die sonst eher vernachlässigt wurde.
Im Zuge der italienischen Einigung 1860/61 und der erneuten Rückverlagerung des Schwerpunkts der Macht aus den Fürstentümern in Italien nach Turin, Florenz bzw. später Rom wurde Sardinien endgültig an den provinziellen Rand gedrängt. Erst 1946 erhielt die Insel Autonomie als Autonome Region Sardinien, doch bis 1982 gab es vereinzelte, z. T. bewaffnete Rebellionen zugunsten der vollständigen Unabhängigkeit Sardiniens, die häufig auch mit Entführungen verbunden waren.
Durch ein Regionalgesetz von 1997 und ein Gesetz der Italienischen Republik von 1999 wurde das Sardische als Minderheitensprache anerkannt.